# Igreja da Misericórdia de Santarém
A Igreja da Misericórdia de Santarém, também conhecida como Igreja de Nossa Senhora da Visitação, situa-se no centro histórico de Santarém, na União de Freguesias da cidade de Santarém.
O templo, datado de meados do século XVI, é uma igreja-salão da transição do Renascimento para o Maneirismo, incluindo ainda elementos característicos do Rococó. A igreja e o edifício anexo acolheram a sede da Santa Casa da Misericórdia, até à transferência desta para o Convento de Nossa Senhora de Jesus do Sítio. 
O Edifício e Igreja da Santa Casa da Misericórdia de Santarém estão classificados como Monumento Nacional desde 1922.

## História
A Santa Casa da Misericórdia de Santarém foi fundada em 1500 por Frei Martinho de Santarém, segundo a indicação de Frei Miguel Contreiras, que quatro anos antes havia fundado a Misericórdia de Lisboa. A Irmandade escalabitana recebeu de D. Manuel I, nos finais da primeira década do século XVI, os mesmos privilégios da instituição lisboeta, gozando a partir de então de protecção régia. A primeira sede da Irmandade funcionou no Hospital de João Afonso, até à conclusão das obras da igreja e do edifício anexo.
A construção da igreja, em meados do século XVI, ocorreu por especial empenho da Rainha D. Catarina, então regente devido à menoridade do seu neto, D. Sebastião. O projecto do templo foi realizado em 1559 por Miguel Arruda, arquitecto régio e um dos mais importantes da época em Portugal. As obras, dirigidas pelos mestres Simão Fernandes e Álvaro Freire, viriam a arrastar-se até ao período filipino. Só em 1602 foi fechada a abóbada, datando de 1606 a conclusão da primitiva fachada – executada por Luís Rodrigues, mestre do Senado Municipal – da qual já nada resta. Em 1603, a Irmandade instala finalmente a sua sede no edifício anexo à igreja.
A campanha artística prolongou-se pelos séculos XVII e XVIII, datando de 1613 a execução do retábulo primitivo da capela-mor, pelos mestres Francisco Coelho e Sebastião Domingues, integrando painéis pintados por Simão Rodrigues. Em 1621, foi executada, pelo mestre Luís Rodrigues, a varanda clássica do Salão do Definitório. Entre 1630 e 1639, realizou-se a campanha de decoração das colunas com brutescos, levada a cabo por André Morales e Sebastião Domingues, enquanto que a ornamentação das janelas e das portas seria concluída em 1714, por Francisco de Sousa. Entre 1747 e 1748, foi executado o tecto da sacristia, pintado por Luís Gonçalves de Sena. A igreja foi originalmente pavimentada com ladrilho de tijoleira, que seria substituído em 1721 pelo lajedo actualmente existente.
O Terramoto de 1755, que também se fez sentir com intensidade em Santarém, danificou seriamente a fachada. A reconstrução, que adoptou já a linguagem do rococó, foi levada a cabo durante a segunda metade do século. Também desta época datam os retábulos laterais, tendo o retábulo maior e os azulejos da escada e do Salão Nobre do Definitório sido executados na transição do século XVIII para o XIX. Em 1818, foi executado o órgão, por António Xavier Machado e Cerveira. 

## Arquitectura e Arte
A igreja aproxima-se esteticamente de outras igrejas-salão quinhentistas, resultantes do espírito da Contra-Reforma, como a Igreja de Santo Antão, em Évora, as Sés de Portalegre e de Goa ou a Igreja Matriz de Estremoz. Desta tipologia inicial persiste a espacialidade do interior, com as suas três naves, todas à mesma altura, apesar de a construção do coro neoclássico ter aglutinado duas colunas, diminuindo o espaço primitivo.
A fachada, em estilo barroco tardio, é formada por dois corpos. O primeiro contém o pórtico e os três janelões do coro, um dos quais (justamente aquele que encima o pórtico) apresenta um balcão saliente. O segundo é constituído pelo frontão, que arranca de uma arquitrave robusta, rasgando-se ao centro um nicho que contém uma imagem da Virgem. Num dos cunhais adjacentes à fachada, abre-se uma varanda alpendrada, em estilo renascença. No portal que dá para o pátio, sobrepujam o frontão um escudo quinhentista e os símbolos manuelinos (esfera armilar e cruz de Cristo). A este da fachada da igreja, ergue-se a Casa da Irmandade, com cimalha moldurada e friso divisório, destacando-se no piso superior uma porta-janela de canto, balconada, com sobreverga arquitravada e uma coluna coríntia central.
O interior é de três naves, separadas à mesma altura por arcos e colunas toscanas, cobertas por uma abóbada de berço de nervuras cruzadas. As colunas estão preenchidas com pinturas policromas de ornatos. O coro-alto apoia nos arcos de cantaria do primeiro tramo da nave, apresentando uma balaustrada em madeira. As paredes das naves apresentam várias telas, das quais se destaca O Repouso da Fuga para o Egipto e O Pentecostes. Nos topos de cada uma das naves está colocado um altar, cada um com o respectivo retábulo em talha, sendo os laterais em estilo rococó e o do altar-mor neoclássico. O tímpano do frontão deste altar ostenta uma tela circular representando A Descida da Cruz, numa composição seiscentista atribuída a Simão Rodrigues. Sobre os altares laterais, estão colocadas grandes conchas em cantaria.
Na sacristia, em cuja abóbada de berço redondo se admiram igualmente ornatos pintados, do início do século XVIII, existem dois baixos-relevos setecentistas entalhados em madeira, policromados, nos quais figuram A Anunciação e A Adoração dos Pastores, esta última em medalhão. O retábulo, neoclássico, é em talha, apresentando tons de verde e ouro. Nesta sacristia existem ainda uma tábua, representando A Adoração dos Magos, e uma série de telas seiscentistas e setecentistas, representando temas da vida de Cristo.
Na Sala do Definitório, além de duas pinturas sobre tela, datadas de 1812, com a bandeira da Misericórdia, admira-se de um silhar de azulejos setecentistas azuis e brancos alusivos às obras da Misericórdia, figurando as seguintes cenas: enterrar os mortos, remir os cativos, curar os enfermos, remir os cativos e visitar os presos, dar de beber a quem tem sede, dar de comer aos famintos, dar pousada aos peregrinos e pobres, cobrir os nus.